# Рожок (Литинский район)
Рожок (укр. Ріжок) — село на Украине, находится в Литинском районе Винницкой области.
Код КОАТУУ — 0522485402. Население по переписи 2001 года составляет 345 человек. Почтовый индекс — 22353. Телефонный код — 4347.
Занимает площадь 0,157 км².
В селе действует храм Благоверного Князя Александра Невского Литинского благочиния Винницкой епархии Украинской православной церкви.

## Адрес местного совета
22353, Винницкая область, Литинский р-н, с. Микулинцы, Малиновского, 10